# Koperwiek
De koperwiek (Turdus iliacus) is een zangvogel uit de familie lijsters (Turdidae). De wetenschappelijke naam van de soort werd in 1758 gepubliceerd door Carl Linnaeus.

## Kenmerken
De koperwiek is een kleine lijster, met een opvallende wenkbrauwstreep en opvallende roestbruin/oranje flanken en oksels. De soort is vaak te horen tijdens de trek in oktober/november, als ze 's nachts in grote groepen over de Lage Landen trekken.
Koperwieken zijn vaak te zien in gezelschap van andere lijsters, meestal kramsvogels. Koperwieken zijn wat kleiner dan kramsvogels en hebben een donkere oogstreep, met daarboven een scherp afgetekende witte wenkbrauwstreep. De ondervleugels zijn 'kopergekleurd'. Kramsvogels zijn groter, hebben een grijze kop en grijze stuit, een erg vage wenkbrauwstreep, en witte ondervleugels en oksels. Het geluid van beide is ook anders. Koperwieken maken een hoog langgerekt 'tjiehhh' geluid.

## Verspreiding en leefgebied
In Noord-Europa is de koperwiek een talrijke broedvogel van naald- en berkenbossen. In de winter trekken ze, meestal 's nachts, naar het zuidwesten. Veel koperwieken blijven in Nederland overwinteren. Wanneer de winter te koud wordt, verlaten ze het land weer en trekken verder naar het zuiden, of verplaatsen ze zich naar de stad, waar het warmer is.
Koperwieken komen in Nederland en België alleen om te overwinteren. Broeden doen ze in het hoge noorden.
De soort telt 2 ondersoorten:
- T. i. coburni (IJslandse koperwiek): IJsland en de Faeröereilanden.
- T. i. iliacus: van noordelijk en oostelijk Europa tot centraal Siberië.

## Wetenschappelijke naam
In de eerste editie van Fauna svecica, van 1746, maakte Linnaeus nog geen onderscheid tussen de koperwiek en de zanglijster, hoewel bij diverse auteurs van vóór 1758 de naam "iliacus" al werd gebruikt voor de koperwiek, en de naam "musicus" voor de zanglijster. Bij Linnaeus waren in 1746 onder de naam Turdus musicus een beschrijving en verschillende referenties te vinden waarin de twee soorten samen als één soort werden opgevat. In de tiende druk van Systema naturae, van 1758, maakte Linnaeus het onderscheid wél, maar verwarde de beide soorten. Onder Turdus iliacus gaf hij een beschrijving van de zanglijster, maar referenties voor de koperwiek; onder Turdus musicus gaf hij een beschrijving van de koperwiek, maar referenties voor de zanglijster. In de twaalfde editie was de verwarring grotendeels opgelost, en werden onder de naam Turdus iliacus een adequate beschrijving en diverse correcte referenties naar andere auteurs gegeven die allemaal betrekking hadden op de koperwiek.
In 1909 stelde de Duitse ornitholoog Ernst Hartert voor om de namen iliacus en musicus op basis van de beschrijvingen in de tiende druk van Systema naturae te gaan gebruiken, en dus de twee namen te verwisselen. Die suggestie werd maar door een deel van de ornithologen opgevolgd. Voor de zanglijster raakte vanaf dat moment de naam Turdus philomelos Brehm, 1831 in zwang. Die naam werd in 1956 door de International Commission on Zoological Nomenclature op de Official List of Specific Names in Zoology geplaatsen.
Over de naam van de koperwiek bestond echter, door Harterts voorstel, nog steeds verwarring, en daarom deden Ernst Mayr en Charles Vaurie in 1957 een beroep op dezelfde commissie om de naam Turdus musicus te onderdrukken en een neotype aan te wijzen voor Turdus iliacus. In 1959 wees de commissie het verzoek volledig toe. Daarmee is Turdus musicus geen beschikbare naam meer.
De wetenschappelijke naam van de koperwiek wordt, vanwege de verwisseling van naam en beschrijving door Linnaeus in 1758, regelmatig geciteerd als Turdus iliacus Linnaeus, 1766. Met de aanwijzing van een neotype is de naam uit 1758 echter gefixeerd. Hij staat bovendien met dat oudste jaartal op de Official List of Specific Names in Zoology; citeren van het jaartal 1766 is dus onjuist.

## Status
De koperwiek heeft een beperkt broedgebied en daardoor is er de kans op uitsterven. De grootte van de populatie werd in 2015 door BirdLife International geschat op tientallen miljoenen individuen, maar de aantallen nemen af. Om deze redenen staat deze soort sinds 2015 als gevoelig op de Rode Lijst van de IUCN.

## Galerij

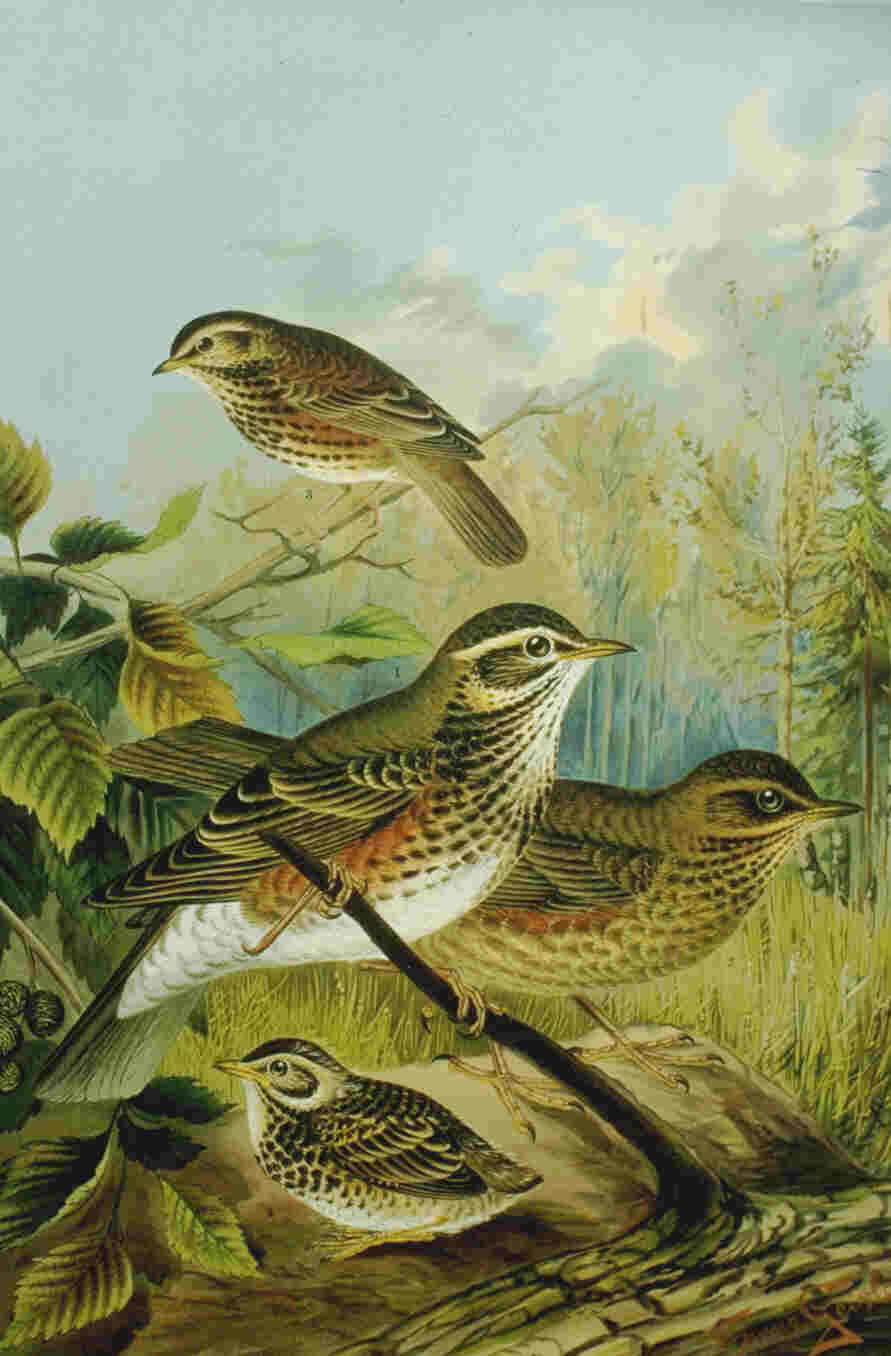
Turdus iliacus (1905), Naumann, Naturgeschichte der Vögel Mitteleuropas
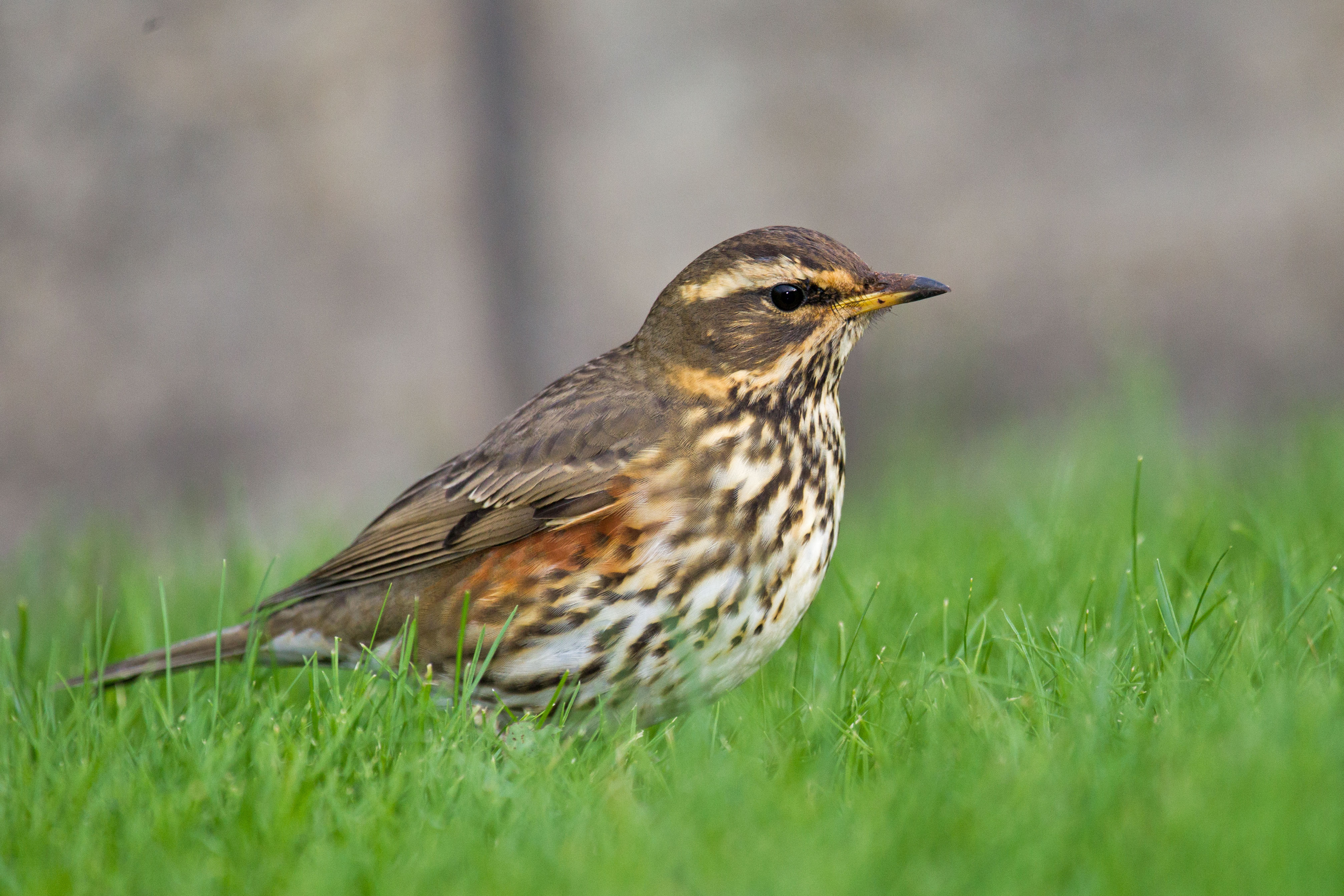
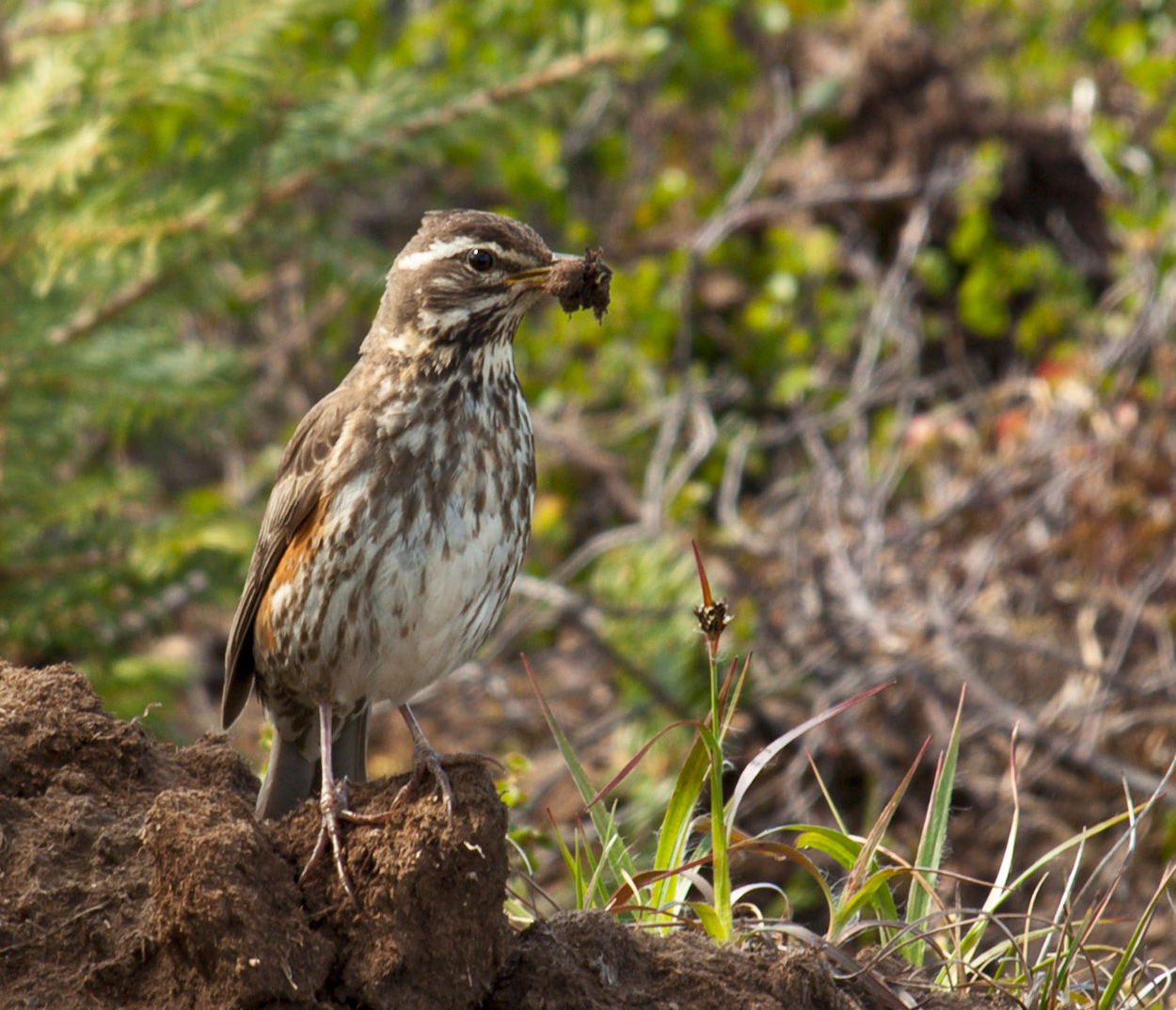
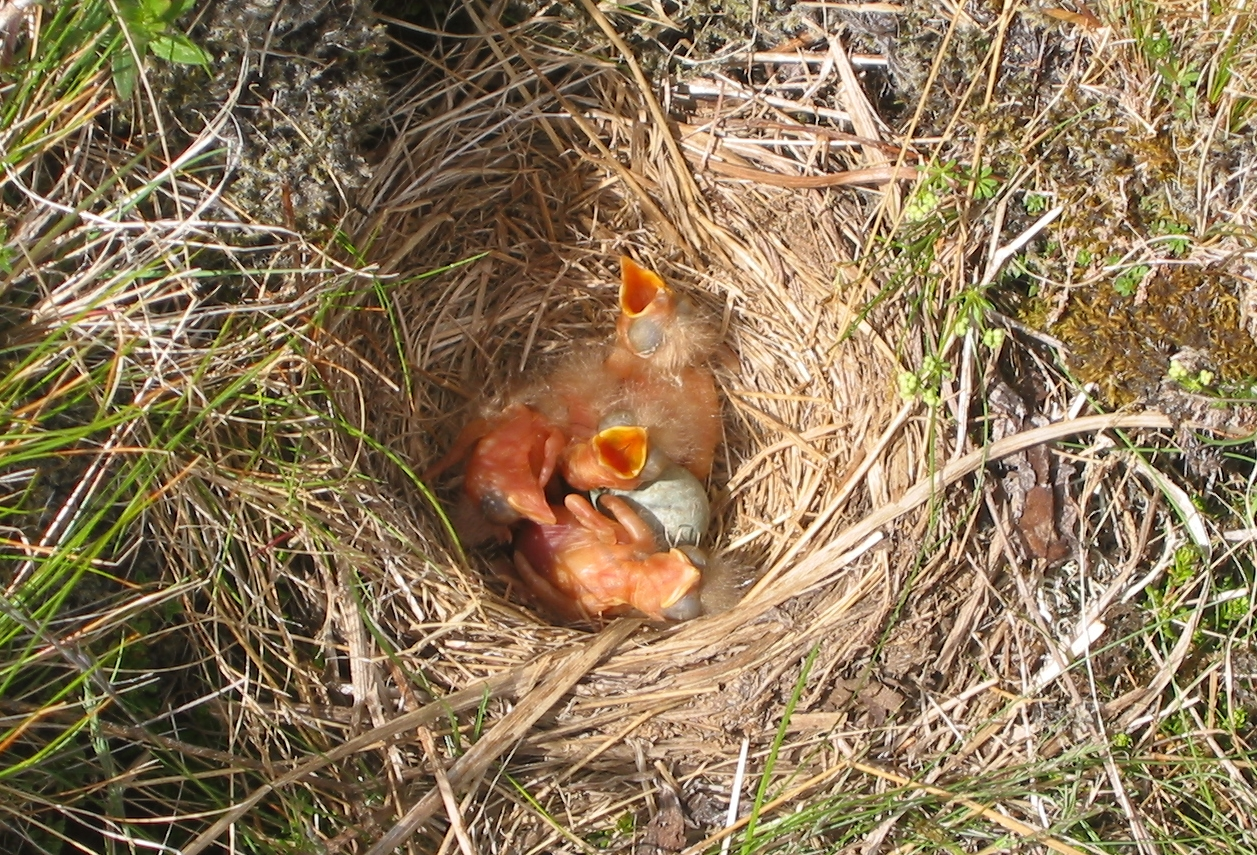
Nest koperwiek

## Video
- "Spittende" koperwiek